# Bandiera sulla luna
Bandiera sulla luna è il quinto album in studio della cantautrice italiana Erica Mou, pubblicato il 1º dicembre 2017.

## Tracce
1. Svuoto i cassetti – 3:23
2. Amare di meno – 2:23
3. Roma era vuota – 2:52
4. Ragazze posate – 3:35
5. Irrequieti – 3:47
6. Al freddo – 2:17
7. Azzurro – 2:39
8. Arriverà l'inverno – 2:17
9. Bandiera sulla luna – 2:30
10. Non so dove metterti – 2:05
11. Canzoni scordate – 3:09
12. Souvenir – 2:45
13. L'unica cosa che non so dire – 2:31